# Distributiv (kasus)
Distributiv är ett kasus, vars huvudsakliga funktion är att ange fördelning, varpå det i svenskan motsvaras av prepositionerna i konstruktioner som två gånger om året och en biljett per person.
Kasuset förekommer i vissa uraliska språk, till exempel chantiska (ostjakiska), i flera turkspråk som till exempel uiguriska och i klassisk mongoliska.